# Municipio de Jocotenango
Municipio de Jocotenango är en kommun i Guatemala.   Den ligger i departementet Departamento de Sacatepéquez, i den sydvästra delen av landet, 24 km väster om huvudstaden Guatemala City.